# Schloss Steegen

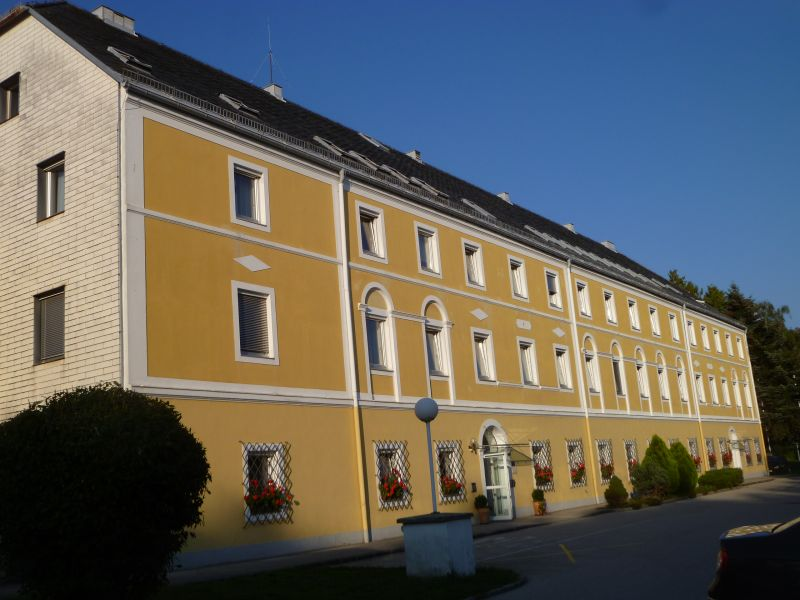
Schloss Steegen

Das Schloss Steegen befindet sich in der Gemeinde Steegen im Bezirk Grieskirchen im Hausruckviertel von Oberösterreich.

## Geschichte
Das Edelgut zu Steegen wird in einer Chronik schon im elften Jahrhundert erwähnt. Die erste urkundliche Nennung von Schloss Steegen erfolgte im Jahre 1371. Besitzer waren damals die Hieber; auf welche Weise diese in den Besitz von Steegen kamen, ist unbekannt. Bekannt ist hingegen der Verkauf 1696 durch Johann Achaz Hieber an den Grafen Heinrich Johann von Strattmann. Dieser hatte bei seinem Tod keine erbberechtigten Kinder und so fiel Steegen an die Peuerbacher Linie der Strattmann. Nach der Auflösung des Peuerbachschen Fideikommiss im Jahre 1825 wurde Steegen aus dem Besitzkomplex herausgebrochen und gelangte zum freien Verkaufe. Von 1826 bis 1930 war Steegen im Besitz der Familie Eisterer. Hier war zwischen 1831 und 1882 auch die Schlossbrauerei Steegen untergebracht. Die 1923 als „Vorschußkassenverein Steegen für den Pfarrsprengel Peuerbach-Land“ gegründete Raiffeisenbank Peuerbach befand sich bis 1928 im Schloss und Brauhaus Steegen.

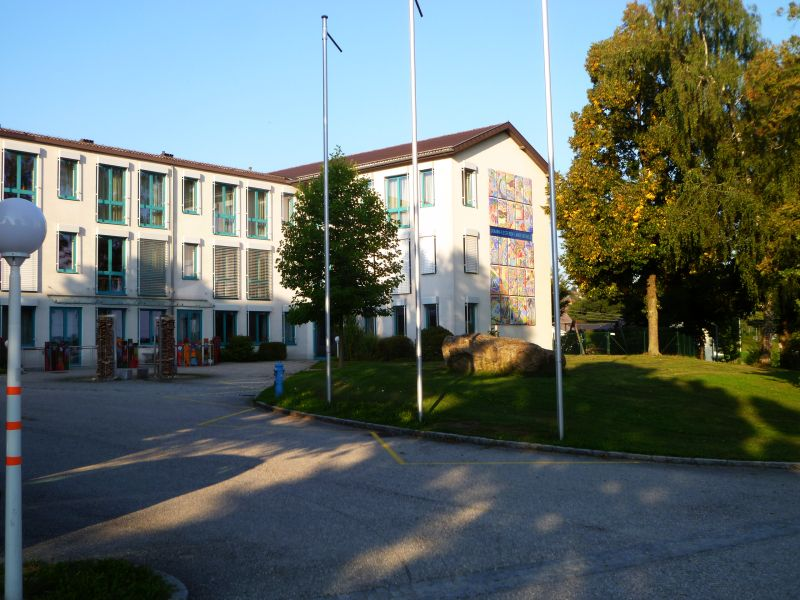
Piusheim in Steegen

## Schloss Steegen heute
Durch Umbauten wurde 1956 aus Schloss Steegen das Caritas-Institut St. Pius (Piusheim); im September 1957 wurden die ersten 20 Kinder mit Behinderungen in St. Pius aufgenommen. Jetzt ist das Schloss Steegen im Besitz des Bischöflichen Diözesanhilfsfonds. Heute sind dort 250 Erwachsene, Jugendliche und Kinder mit Beeinträchtigungen untergebracht.